# Festival folklorique de Parintins
 (mars 2012).
Si vous disposez d'ouvrages ou d'articles de référence ou si vous connaissez des sites web de qualité traitant du thème abordé ici, merci de compléter l'article en donnant les références utiles à sa vérifiabilité et en les liant à la section « Notes et références ».

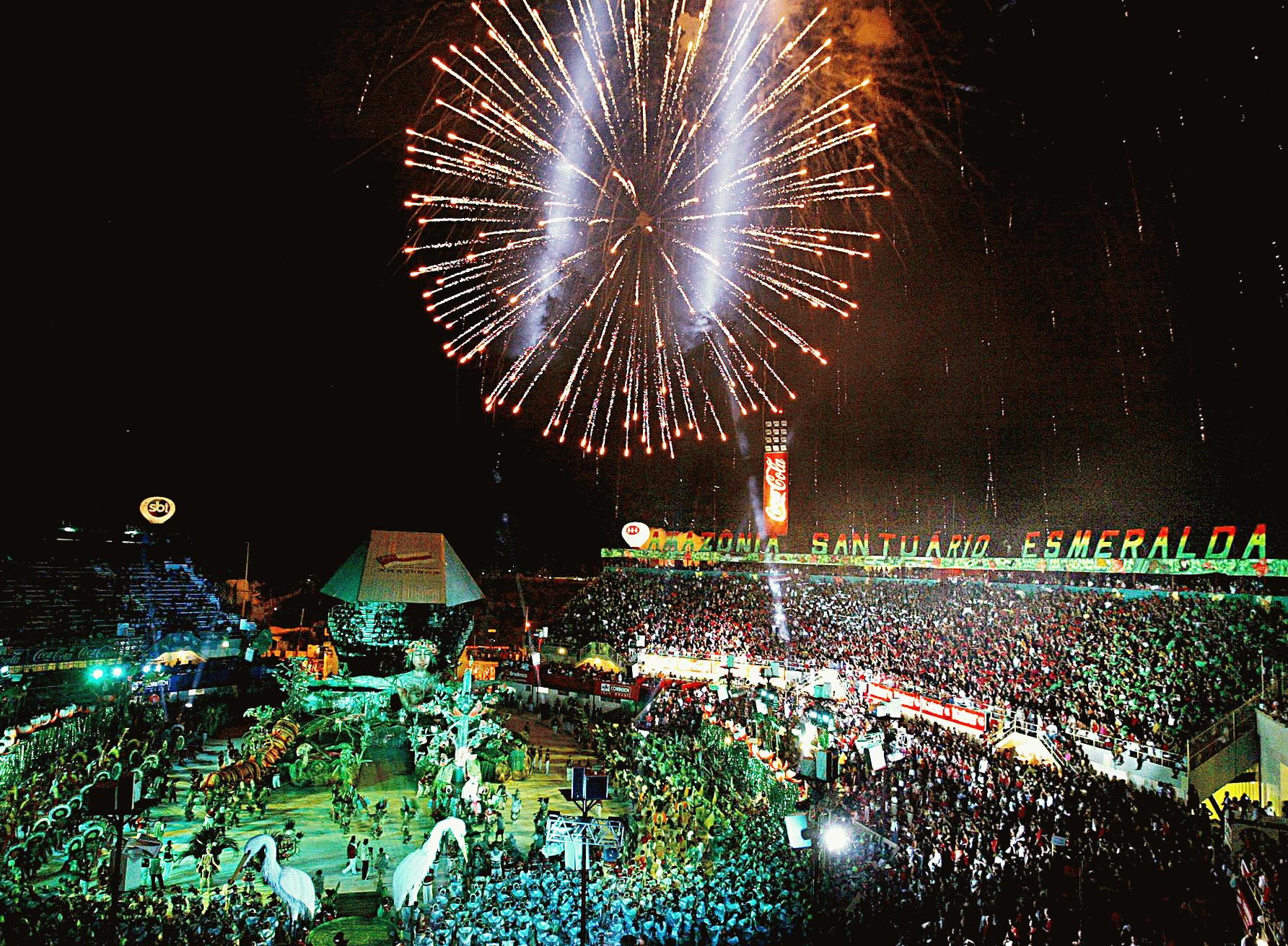
Le festival folklorique de Parintins

Le festival Folklorique de Parintins est une fête populaire annuelle qui se déroule le dernier weekend de juin, à Parintins, en Amazonie, au Brésil.

## Description
Elle consiste en une présentation de deux associations : le Bœuf « garantido », de couleur rouge, et le Bœuf « caprichoso », bleu. La présentation se produit dans le « Bumbódromo » (centre culturel et sportif Amazonino Mendes), un stade en forme de tête de bœuf stylisée d'une capacité de 35 000 spectateurs. Pendant les trois nuits de présentation, les deux bœufs font des mises en scène sur les thèmes régionaux qui évoquent des légendes et des rituels indiens. Le festival est également connu comme « Toada » ou « Boi-bumbá ». Il a lieu tous les ans pendant le dernier week-end du mois de juin.
Chaque camp présente un spectacle folklorique de plus de trois heures qui propose de multiples chansons, musiques avec des tendances indiennes, ainsi que des costumes et chars incroyablement travaillés. Lorsque c'est le tour de l'association que l'on supporte, des danses et rituels en mouvements sont dispensés dans les estrades pendant toute la durée de la présentation. Pendant que les supporters du camp adverse attendant leur tour, traditionnellement ils ne font que regarder sans encourager l'équipe adverse, en restant assis de marbre.

## Duels
Les deux camps (« Garantido » et « Caprichoso ») se confrontent au travers de spectacles folkloriques, costumes et danses. Au bout des trois jours, un vote est effectué par des juges, et le verdict est annoncé. En 2014, c'est le groupe « Garantido » qui est retenu vainqueur.